# W. S. Frazier & Company
W. S. Frazier & Company war ein US-amerikanischer Hersteller von Fahrzeugen.

## Unternehmensgeschichte
Walter S. Frazier leitete das Unternehmen mit Sitz in Aurora in Illinois. Hauptsächlich stellte er Sulkies her. 1914 begann die Produktion von Automobilen. Der Prototyp wurde Frazier genannt. Die Serienfahrzeuge erhielten den Markennamen Sprite. Im gleichen Jahr endete die Kraftfahrzeugproduktion.
Das Unternehmen stellte bis in die 1920er Jahre Sulkies her.

## Fahrzeuge
Der Prototyp wurde als Cyclecar bezeichnet, obwohl unklar ist, ob er die Kriterien erfüllte. Er hatte einen Zweizylindermotor mit 9 PS Leistung.
Das Serienmodell hatte dagegen einen wassergekühlten Vierzylindermotor von Farmer. 69,85 mm Bohrung und 101,6 mm Hub ergaben 1557 cm³ Hubraum. Damit war das Limit für Cyclecars deutlich überschritten. Die Motorleistung von 12 PS wurde über ein Friktionsgetriebe und Riemen an die Hinterachse übertragen. Die offene Karosserie bot Platz für zwei Personen nebeneinander.